# Bangårdsviadukten
Bangårdsviadukten är en viadukt som är tänkt att byggas över järnvägsspåren vid Göteborgs centralstation, från Polhemsplatsen. Det har funnits planer på att bygga en sådan sedan 1970-talet, men det har ännu inte fattats ett formellt beslut att förverkliga planerna. 
Anledningen till att bygga denna viadukt är att avlasta den hårt trafikerade vägen förbi Gamla posthuset, Centralstationen och Nils Ericsonterminalen. Här samsas bilar, lastbilar och taxibilar med de 8 busslinjer som har sina hållplatser här.